# Marv Friesen
Pour les articles homonymes, voir Friesen (homonymie).
Terry Jenson  est un homme politique provincial canadien de la Saskatchewan. Il représente la circonscription de Saskatoon Riversdale à titre de député du Parti saskatchewanais depuis 2020.